# Jutland (cheval)
Vous lisez un « article de qualité » labellisé en 2022.
Pour la région, voir Jutland. Pour la race bovine, voir Jutland (race bovine).
Le Jutland (danois : Jydsk hest) est une race de chevaux de trait originaire de la péninsule du Jutland, à l'ouest du Danemark. De robe habituellement alezan à crins lavés, c'est un cheval compact et musclé réputé pour son calme et son bon tempérament.
Ses origines sont évoquées dès la période anglo-saxonne, au IXe siècle en Grande-Bretagne. La première trace écrite de ses ancêtres remonte au XIIe siècle, où ils semblent être très populaires comme chevaux de guerre. Le Jutland est croisé avec le Frederiksborg pendant le XVIIIe siècle, mais le développement du type moderne de ce cheval de trait n'a pas commencé avant 1850, avec de nombreux croisements, principalement avec le Suffolk Punch et d'autres races de trait. Un registre généalogique est créé à la fin du XIXe siècle. La population de Jutland atteint un maximum d'environ 300 000 têtes en 1900. Leur nombre a diminué par la suite. En 2017, on estime qu'il reste seulement environ 1 850 chevaux.
Cette race initialement développée pour une utilisation agricole désormais devenue rare, est à présent élevée pour sa viande et reste visible dans les milieux urbains et en concours d'attelage. Quelques-uns des chevaux les plus connus de cette race sont employés par la brasserie Carlsberg pour tirer les chariots de bière à Copenhague, lors de compétitions et de démonstrations. Célébré par différents écrivains danois, le Jutland a été statufié à Randers, ville du nord-est de la péninsule homonyme.

## Dénomination

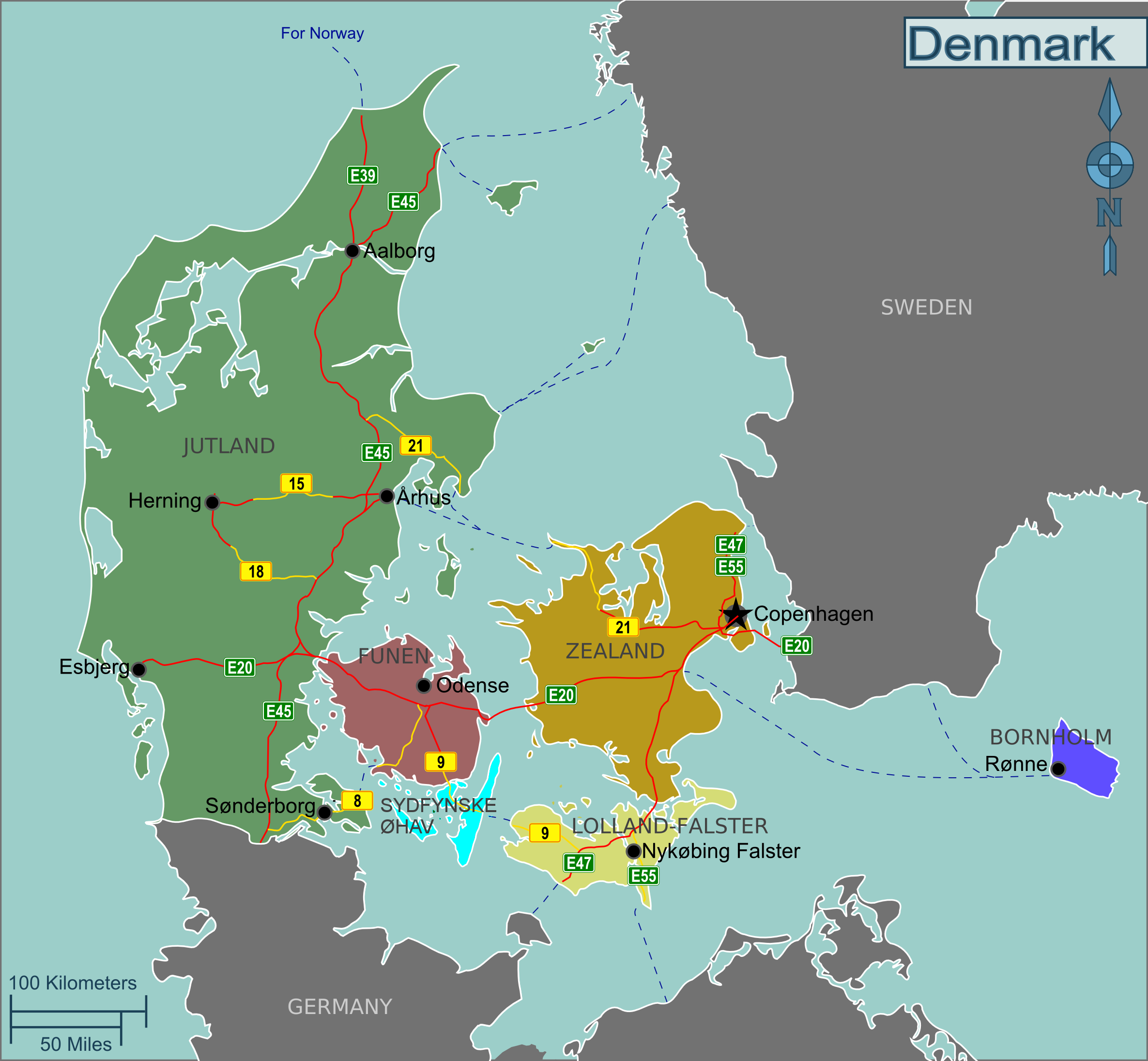
Le Jutland (en vert), péninsule du Danemark ayant donné son nom au Jutland.

Cette race de chevaux doit son nom à la province du Jutland, la péninsule de l'Ouest du Danemark,,. Elle est aussi connue sous le nom de « Danois sang-froid » en français.
En danois, son nom est Jydsk hest,, Jysk hest, ou jyder,. Le nom de la race en anglais est également « Jutland »,,. En allemand, il est nommé Jütländer.

## Histoire

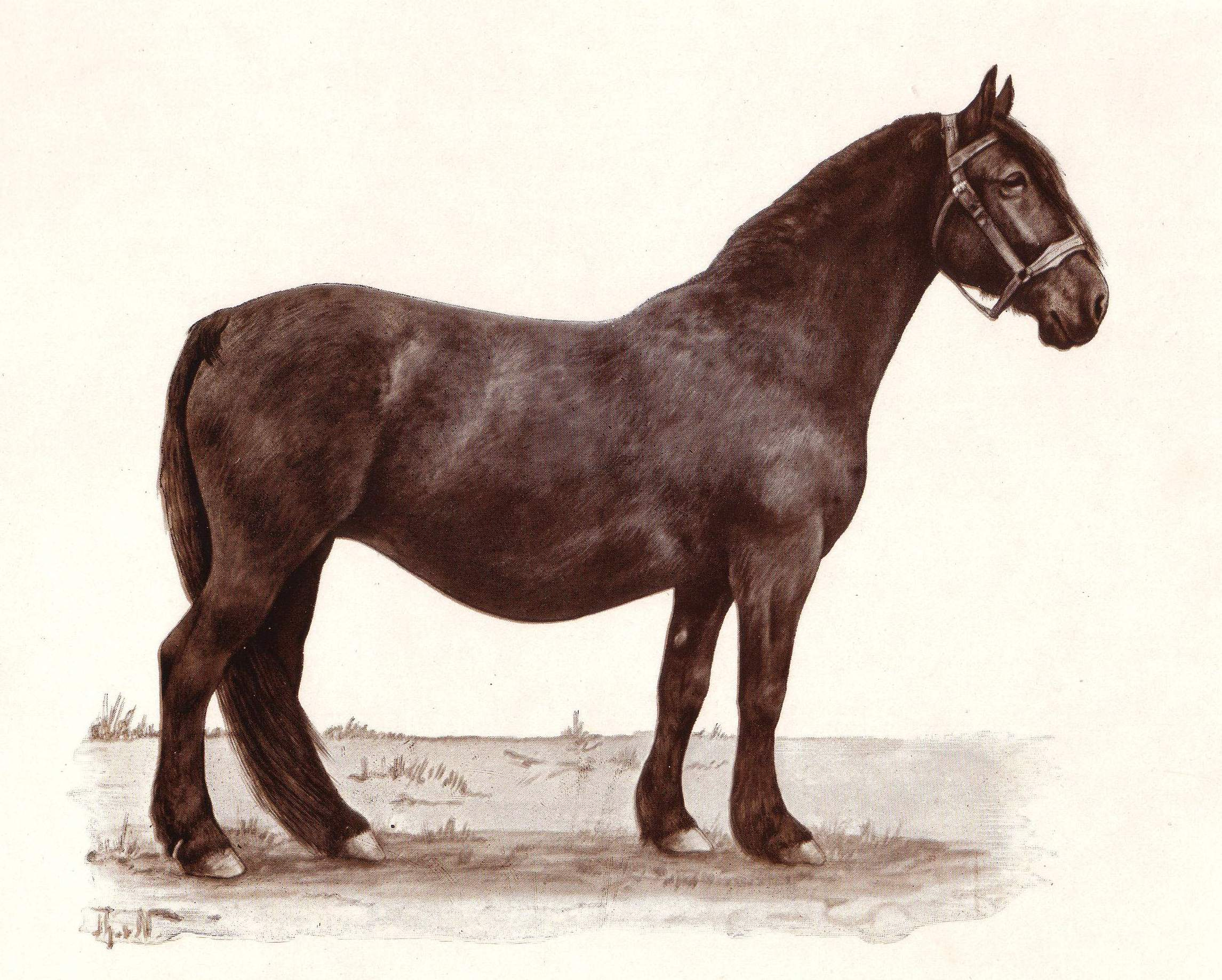
La jument danoise Dagmar, née en 1895 dans le Jutland, par Thomas von Nathusius.

Le Jutland constitue la seule race de chevaux de trait originaire du Danemark,,. Ses origines lointaines ne sont pas certaines ni suffisamment documentées,.
L'auteur autrichien Martin Haller voit dans le Jutland un descendant du cheval lourd des plaines d'Europe du Nord, l'autrice tchèque Helena Kholová le lie au cheval des forêts européen ou à des chevaux indigènes de la Baltique et des côtes atlantiques, déjà présents à l'époque romaine. Les auteurs anglais Elwyn Hartley Edwards et américain Nicola Jane Swinney estiment possible que les ancêtres de la race aient été utilisés par les Vikings au début du IXe siècle,. Les représentations d'art anglo-saxon de l'époque montrent des raids vikings sur ce qui est maintenant la Grande-Bretagne, avec des chevaux proches du Jutland moderne,. Certains de ces chevaux ont pu être laissés sur place, contribuant à la naissance de la race du Suffolk Punch,.
La première mention certaine de chevaux élevés dans le Jutland remonte au XIIe siècle,,, ils sont alors décrits comme des chevaux de guerre dotés de nombreux attributs utiles,. Les chevaux du Jutland sont exportés vers des pays de langue germanique comme l'Angleterre, le Saint-Empire romain germanique et la France au Moyen Âge,,. Ils auraient été populaires pour les chevaliers médiévaux, particulièrement en joute équestre,. S'il est certain que le Jutland est une terre d'exportation de chevaux au Moyen Âge, il n'existe aucune information à propos de ces chevaux, qui pourraient être eux-mêmes importés et/ou présenter un format bien différent de celui du cheval de trait connu de nos jours. L'exportation des chevaux du Jutland vers l'Allemagne perdure plusieurs siècles durant.
Le Frederiksborg, une autre race danoise, éclipse le Jutland en tant que monture de prestige à partir du XVIe siècle, ce qui relègue cette race aux travaux agricoles. Il influence le Jutland au XVIIIe siècle,. Le Frederiksborg, qui possède des origines espagnoles, donne au Jutland de meilleures allures,, avec davantage d'ampleur et de vivacité ; les deux races ont depuis évolué indépendamment,.

### AuXIXesiècle

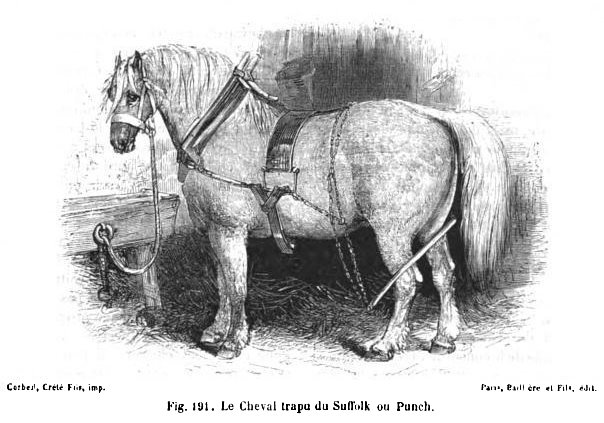
Gravure représentant un Suffolk Punch en 1869.

Le commerce de chevaux entre l'Angleterre et le Danemark se poursuit durant tout le XIXe siècle ; cependant les éleveurs du Jutland évitent de croiser leur cheptel avec le Pur-sang.

#### Formation de la race
L'origine du Jutland est surtout liée à celle des chevaux allemands de traction lourde. Vers 1850, année considérée comme l'origine de la race, la sélection du cheval connu de nos jours se met en place, en visant l'utilisation au travail agricole,. Un système de primes est instauré par le Pr R. Prosch, afin d'encourager les éleveurs de la région. À partir de 1852, ces primes sont versées aux éleveurs des étalons et des juments présentés lors des concours agricoles.
Le Jutland est croisé avec des Suffolk Punch (ou bien des croisés Suffolk Punch et Shire) et des Ardennais,,. Son modèle semble être fortement influencé par le Suffolk Punch et le Shire. Des Cleveland Bay et carrossiers du Yorkshire (croisement de Cleveland Bay et de Pur-sang) complètent peut-être ces influences au XIXe siècle, mais sans laisser de traces notables,,,. Le développement de la race est considérablement influencé par un étalon alezan nommé Oppenheim LXII, importé de l'Angleterre vers le Danemark en 1862,. Les sources divergent quant à savoir si Oppenheim était un pur Suffolk Punch, un Shire ou un croisé Suffolk / Shire,. D'après Edwards, c'est un marchand de chevaux allemand du nom d'Oppenheim qui a importé des chevaux Suffolk Punch vers le Mecklembourg. Six générations après le cheval Oppenheim, son descendant Aldrup Menkedal (orthographié Oldrup Munkedal selon certaines sources), naît,,. Aldrup Munkedal est considéré comme l'étalon fondateur de la race Jutland moderne. La plupart des Jutland que l'on trouve de nos jours peuvent voir leur ascendance retracée à deux de ses fils, Hovding et Prins af Jylland,,,.
En 1864, l'État danois perd les duchés de Schleswig et de Holstein, au sud du Jutland, et instaure des primes aux éleveurs d'étalons âgés de plus de 4 ans dans 13 districts, dont ceux du Jutland.
Jules Godefroy, secrétaire de la société des agriculteurs de France, décrit la race locale comme suit en 1878 :

« Le cheval jutlandais des meilleures provenances, Thy, Sallings, et surtout les environs de Randers, est d'assez grande taille, généralement de 1,62 m à 1,67 m. Il a le poitrail et le thorax bien développés, l’encolure courte et épaisse ; la tête également courte à front plat et large, les yeux limpides, mais les oreilles sont généralement larges et plantées un peu bas. Il a le caractère vif et doux. Ce cheval se montre sobre et patient malgré les intempéries et le manque de soins. C'est non-seulement un excellent animal de travail, mais il est très-propre au service de l'artillerie et du train, et il est très-recherché des marchands dès qu’on prévoit des probabilités de guerre. Ce n’est pas à proprement parler un cheval de cavalerie, et pourtant, en raison de sa sobriété et de sa souplesse, il rend, sous ce rapport, plus de services qu’on ne pourrait s’y attendre en examinant sa conformation. »

— Jules Godefroy.

#### Développement des sociétés d'élevage
Le stud-book du Jutland est créé en 1881,, avec des subventions de l'État. La création de la première société d'élevage de chevaux au Jutland est attribuée au Comité de l'élevage et de l'agriculture (Udvalg for Husdyravl og Husdyrbrug) et à l'association agricole du Jutland (Foreningen af jydske Landboforeninger) en 1881, dans lequel, entre autres, s'investissent des hommes comme Mourier-Petersen, l'inspecteur Buus, le propriétaire du terrain Harald Branth, et le consultant de la Landhusholdninggesellschaft, Jessen. La première véritable association d'éleveurs est fondée le 7 février 1887 à Høver Kro,. Elle reçoit le nom de Jyden (Jutland). Le premier concours d'étalons est organisé l'année suivante et se pérennise, en même temps qu'est créée l'Association coopérative des éleveurs de chevaux du Jutland. En 1887, des subventions d'État sont accordées aux sociétés d'élevage de chevaux afin d'acquérir des étalons,. Le Jydske Hesteavlsforeninger est fondé le 13 avril 1889 et rassemble alors 20 éleveurs membres, ce nombre atteignant les 153 membres en 1903. D'après Jensen, « Cette institution, qui peut être considérée à juste titre comme représentant les éleveurs de chevaux du Jutland, a acquis depuis lors une réputation assez importante et justifiée ». En 1898, les Sociétés fédérées d'élevage de chevaux de Fionie sont créées à Fionie, et se consacrent au développement de l'élevage du cheval du Jutland et d'autres chevaux de trait lourds,.

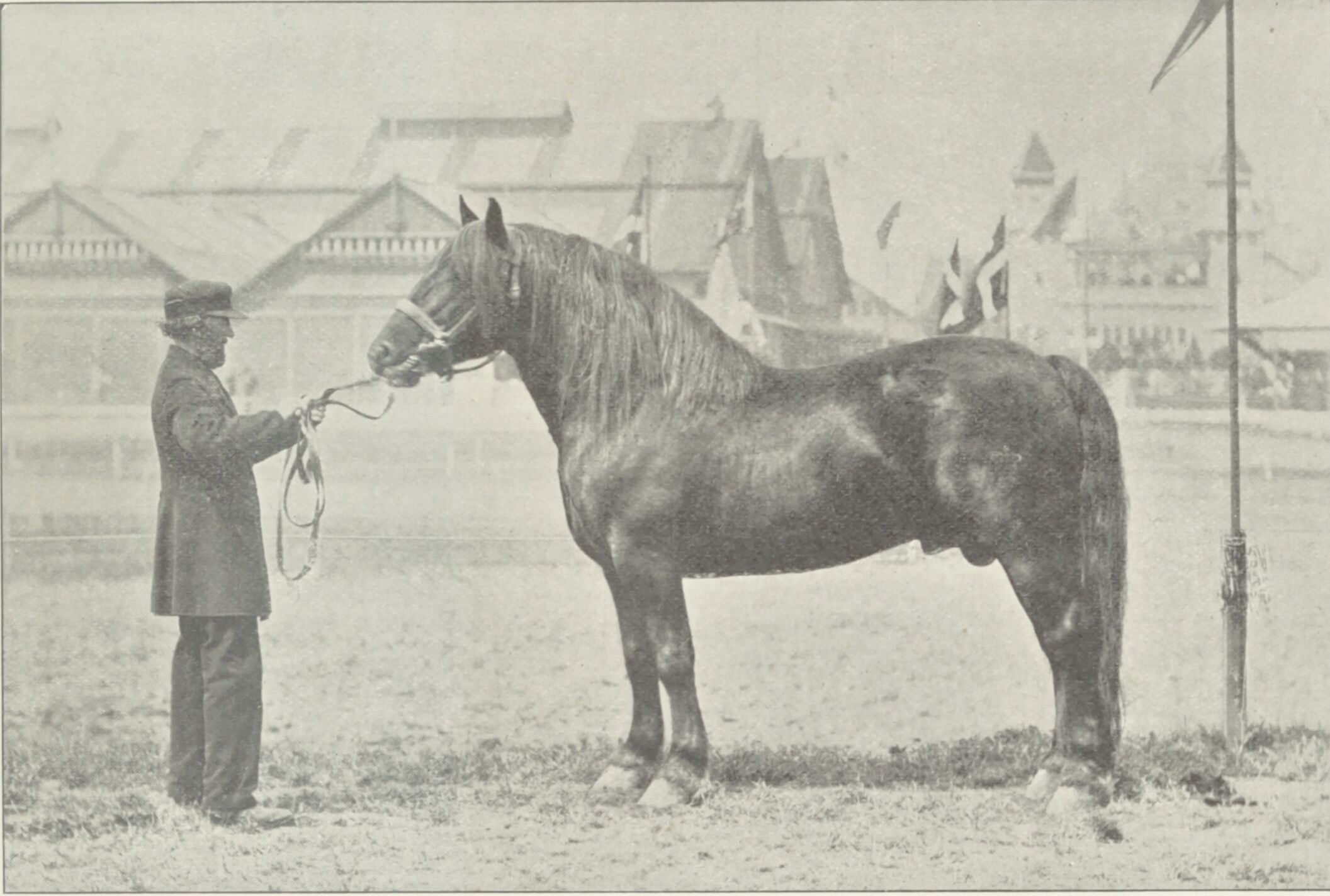
Étalon du Jutland, photographié par J. Jensen vers 1900.

En 1900, J. Jensen, du conseil agricole de l'État pour l'élevage du cheval, estime à 300 000 le nombre de chevaux de race Jutland dans l'ensemble du Danemark, dont 230 000 sur la péninsule à laquelle ils doivent leur nom, avec 120 sociétés d'élevage locales. Il est alors exporté sous le nom de « cheval danois », remplaçant le Frederiksborg sous cette appellation,. La plupart de ces chevaux exportés, soit 14 000 à 15 000 par an, sont des hongres. Un étalon de race Jutlandaise se vend alors environ 8 800 francs, et un étalon de race Frederiksborg, 5 100 francs.

### Depuis leXXesiècle
Quelques croisements avec l'Ardennais surviennent au début du XXe siècle. Avant la Première Guerre mondiale, les éleveurs de la région du Jutland exportent environ 5 000 chevaux par an vers l'Allemagne. Après la Seconde Guerre mondiale, les effectifs de la race décroissent rapidement. Dans les années 1940, il reste fréquent de voir des chevaux du Jutland travailler dans les champs depuis le lever du jour jusqu'à la fin de l'après-midi, mais le plan Marshall met un terme rapide à l'usage du cheval pour la traction agricole. En 1950, environ 405 haras élèvent cette race dans tout le Danemark, soit environ 16 000 chevaux.
Dans les années 1980, un très faible nombre d'étalons sont utilisés pour la reproduction, entraînant une augmentation importante de la consanguinité. Cette consanguinité passe d'une moyenne de 5 % à une moyenne de 8 à 9,4 % dans les années 2000. Le croisement avec le Suffolk Punch et le Shire est réintroduit après plusieurs décennies d'élevage en race pure,. Depuis 1950, ces influences extérieures représentent moins de 5 % des influences sur la race.
Les effectifs du Jutland baissent constamment jusqu'au début du XXIe siècle, le nombre de juments poulinières tombant à environ 200. En 2003, un plan de sauvegarde est mis en place par le Comité des ressources génétiques danois afin de stopper cette chute des effectifs. Ce plan est un succès en ce qui concerne l'augmentation du nombre de chevaux. En 2016, un nouveau plan de sauvegarde est adopté afin d'augmenter le nombre d'étalons reproducteurs en fonction de leur consanguinité. En février 2018, 11 étalons et 88 juments sont sélectionnés, avec un soutien financier à leurs éleveurs, afin de réduire la consanguinité chez la race Jutland. Cela donne lieu à une sélection d'étalons par l'association d'élevage Den Jydske Hest au Lykkeshøj Ridecenter à Randers le 2 mars 2019, constituant « la plus grande sélection d'étalons des 50 dernières années avec une participation record de 21 étalons au total », d'après le communiqué de presse de cette association.

## Description
Le Jutland est un cheval à sang froid. Excepté pour ce qui est des fanons sur la partie inférieure de ses membres, il ressemble beaucoup au Suffolk Punch,,,. Le Jutland ressemble aussi fortement au Trait du Schleswig, une autre race de trait lourd avec des origines similaires, influencée par Oppenheim LXII et ses descendants,, jusqu'au début du XXe siècle ; cela n'est pas surprenant dans la mesure où le Schleswig a une frontière commune avec la péninsule du Jutland.

### Taille et poids
C'est un cheval de taille moyenne,, 1,50 m à 1,65 m d'après CAB International, Edwards, Bongianni et Hubrecht citant une fourchette de 1,52 m à 1,65 m,,, et Kholová 1,55 m à 1,65 m. Les mesures de références enregistrées sur la base de données DAD-IS sont de 1,55 m chez les femelles et 1,58 m chez les mâles. Le guide Delachaux cite une taille moyenne de 1,55 m à 1,60 m chez les mâles, pour 1,53 m à 1,58 m chez les femelles.
Le poids moyen de 800 kg, est facilement atteint ; il peut aller d'un minimum de 650,, jusqu'à un maximum de 1 000 kg.

### Morphologie

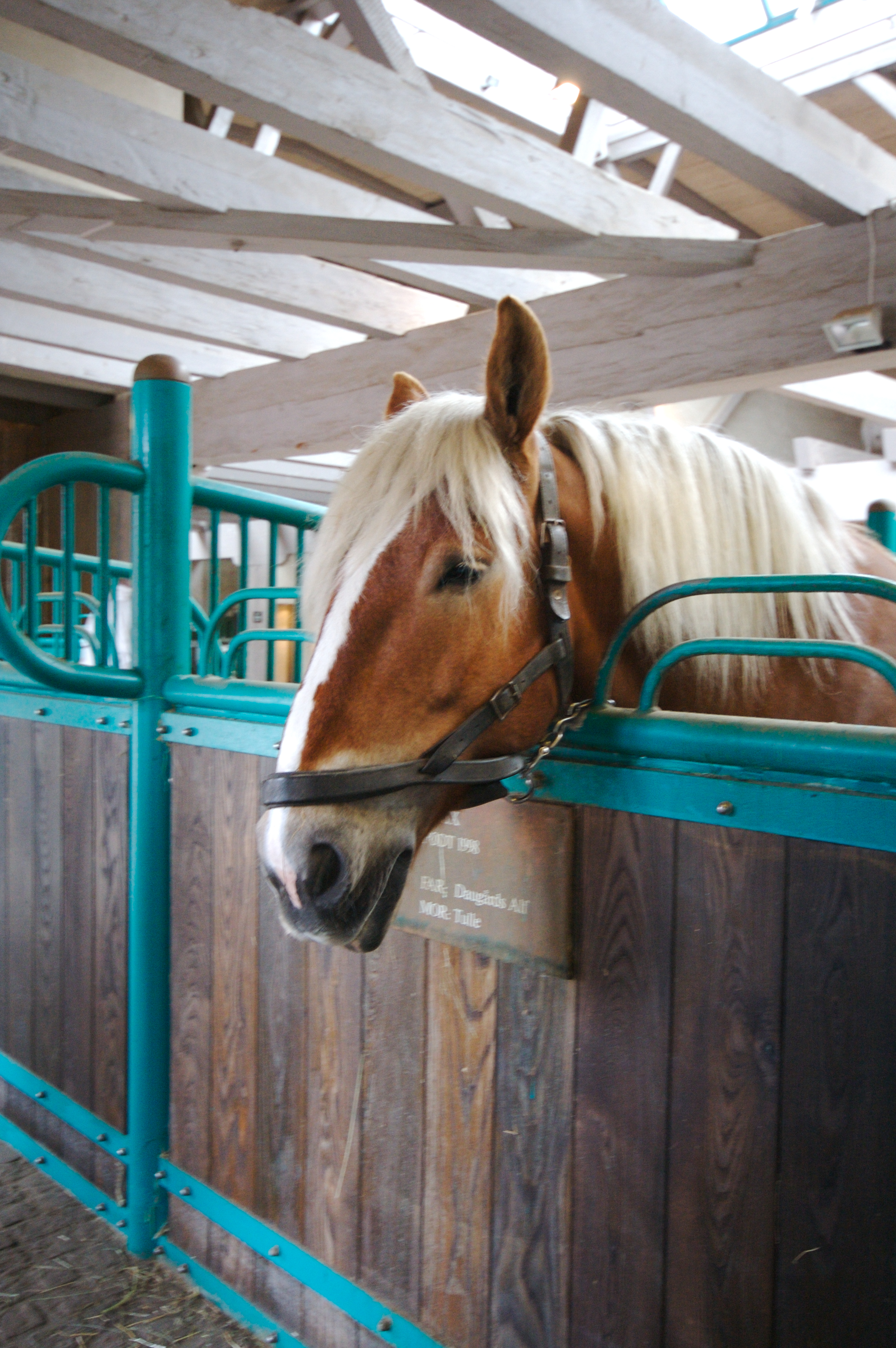
Tête d'un Jutland dans son box.

Dans l'ensemble, c'est une race de type bréviligne, lourde, compacte et musclée, qui dégage une impression générale de puissance,,. D'après Nissen, par comparaison au trait du Schleswig, le Jutland est un peu plus massif et plus grand.
La tête est carrée, lourde,, ordinaire et fruste,,, grosse à moyenne de taille, et de profil rectiligne, ou légèrement convexe,,. L'œil est petit. Les oreilles sont longues,,, et droites,.
L'encolure est très épaisse,, courte,,, arquée,,, ou rectiligne, portée haut et bien plantée, avec une protubérance longitudinale marquée. Toute l'avant-main est massive. Le garrot est peu sorti,, et large. La poitrine est exceptionnellement large,. L'épaule est longue, puissante,, musclée,, plutôt droite selon la majorité des auteurs,, oblique selon Haller. Le corps est imposant, en longueur comme en largeur. Le passage de sangle est cylindrique et très profond,, puisque sa profondeur dépasse la longueur des jambes, ce qu'Elwyn Hartley Edwards décrit comme « sans doute la plus importante caractéristique du Jutland ». Le dos est compact, large, court et solide,, et peut tendre à l'ensellement,. Les côtes sont amples. Les reins sont larges et musclés. La croupe est courte et ample,, légèrement inclinée, musclée et ronde,,, double. Il arrive que la croupe soit plus haute que le garrot,.
Les jambes sont courtes,,, massives et solides, musclées, avec des articulations correctes bien que, selon Edwards, celles du genou et du jarret puissent manquer de force,. Le pied est plat,, large et arrondi, adapté aux sols profonds de la péninsule du Jutland. La corne du sabot peut être molle, aussi les pieds sont considérés comme un point faible chez cette race. Le bas des jambes est recouvert de fanons abondants,,,.
Les crins de la crinière et de la queue sont abondants, et il est d'usage de ne pas les tailler.

### Robe

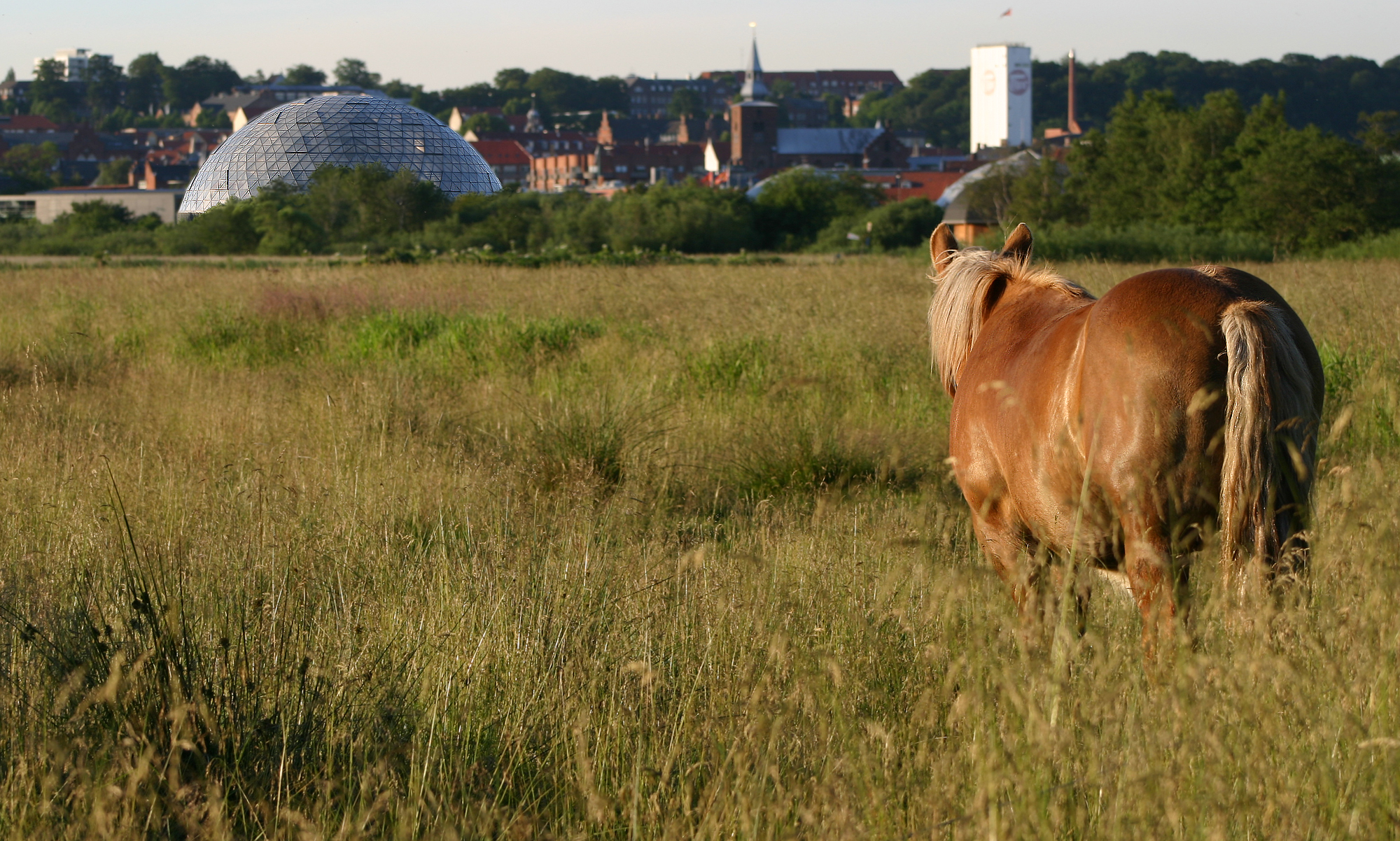
Jutland alezan crins lavés, vu de dos.

La robe est typiquement alezane (souvent foncé) avec des crins lavés et des fanons blonds,,,,,, mais le Jutland peut aussi être, plus rarement, bai ou noir,,. Si certaines sources assurent que le bai et le noir ne sont pas autorisés par le standard de race,, cela est contredit par la liste des étalons approuvés à la reproduction, qui compte des étalons bais et noirs. Les expressions du gène Rouan (robe aubère) sont possibles,,. Le gris peut survenir selon Bongianni, et est décrit comme exceptionnellement rare en 1900. Les marques blanches sont fréquentes, en particulier sur la tête,,. Des années 1840 jusqu'au début des années 1900, la majorité des chevaux étaient bais ou noirs, mais ces robes sont désormais en minorité car l'alezan est considéré comme la couleur nationale du Jutland, aussi un élevage sélectif a été entrepris pour en augmenter la fréquence,,.

### Tempérament, entretien et santé
Leur tempérament est amical, docile, doux,, calme et énergique, et ils sont considérés par leurs amateurs comme des travailleurs volontaires. Malgré sa masse, ce cheval reste dynamique,, et présente une bonne endurance. Ses allures sont énergiques,, avec notamment un trot de qualité. Cependant, l'auteur agricole danois P. Jessen atteste en 1882 que le Jutland n'est pas un cheval de traction rapide au trot, car le Percheron est plus rapide.
Les hivers de sa région natale étant rudes, le Jutland a développé une résistance au froid.
Comme chez tous les chevaux à fanons, ces longs poils au bas des jambes peuvent favoriser certaines maladies. Les fanons sont sujets à une colonisation par des parasites acariens, diverses solutions vétérinaires existant pour traiter et prévenir ce problème.
Le Jutland est aussi sujet à des problèmes de pieds, liés à l'ossification latérale. L'association Den Jydske Hest conseille une observation attentive des pieds des poulains pour éviter le risque que les sabots soient trop grands et entraînent des problèmes de posture, et chez les adultes, pour éviter la mauvaise posture qui entraîne une croissance anormale des sabots. De plus, le Jutland ne peut pas rester trop longtemps en box, et a besoin de se dépenser et de marcher pour stimuler la circulation sanguine dans ses membres.

### Sélection

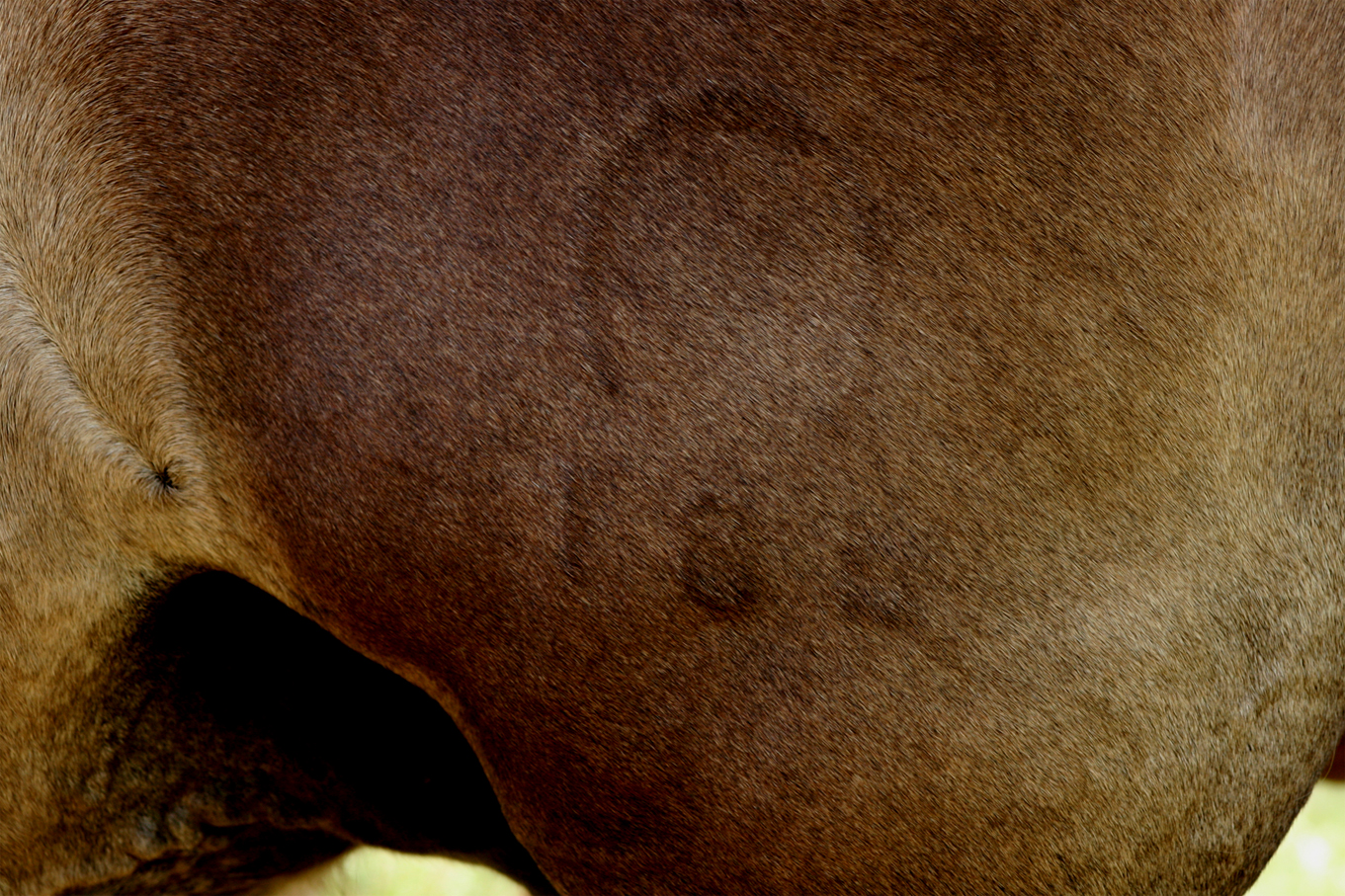
Marquage au fer, constituant un label de conformité au standard de la race.

Génétiquement, le Jutland est éloigné des deux autres races danoises natives que sont le Frederiksborg et le Knabstrup. Cela fait du Jutland la race danoise native dont la perte serait la plus difficile à gérer en termes de diversité. Le Jutland est élevé via un système de registre fermé, ce qui a mené à un haut degré de consanguinité,, soit environ 15 % de consanguinité en 2004. La race a pu perdre une certaine variabilité à cause de sa dérive génétique. Le faible nombre d'individus ne permet pas d'organiser un élevage sélectif afin d'éliminer les problèmes de pieds. La réduction de la consanguinité implique souvent des croisements extérieurs, comme cela avait été pratiqué avec le Suffolk Punch. Un grand nombre de poulains de race Jutland sont abattus pour leur viande avant d'atteindre leur maturité, ce qui diminue le nombre d'étalons disponibles. Les étalons subissent aussi d'importantes rotations, avec un âge moyen très bas. Une pré-sélection des étalons en fonction de leur consanguinité a été suggérée en 2020.

## Utilisations

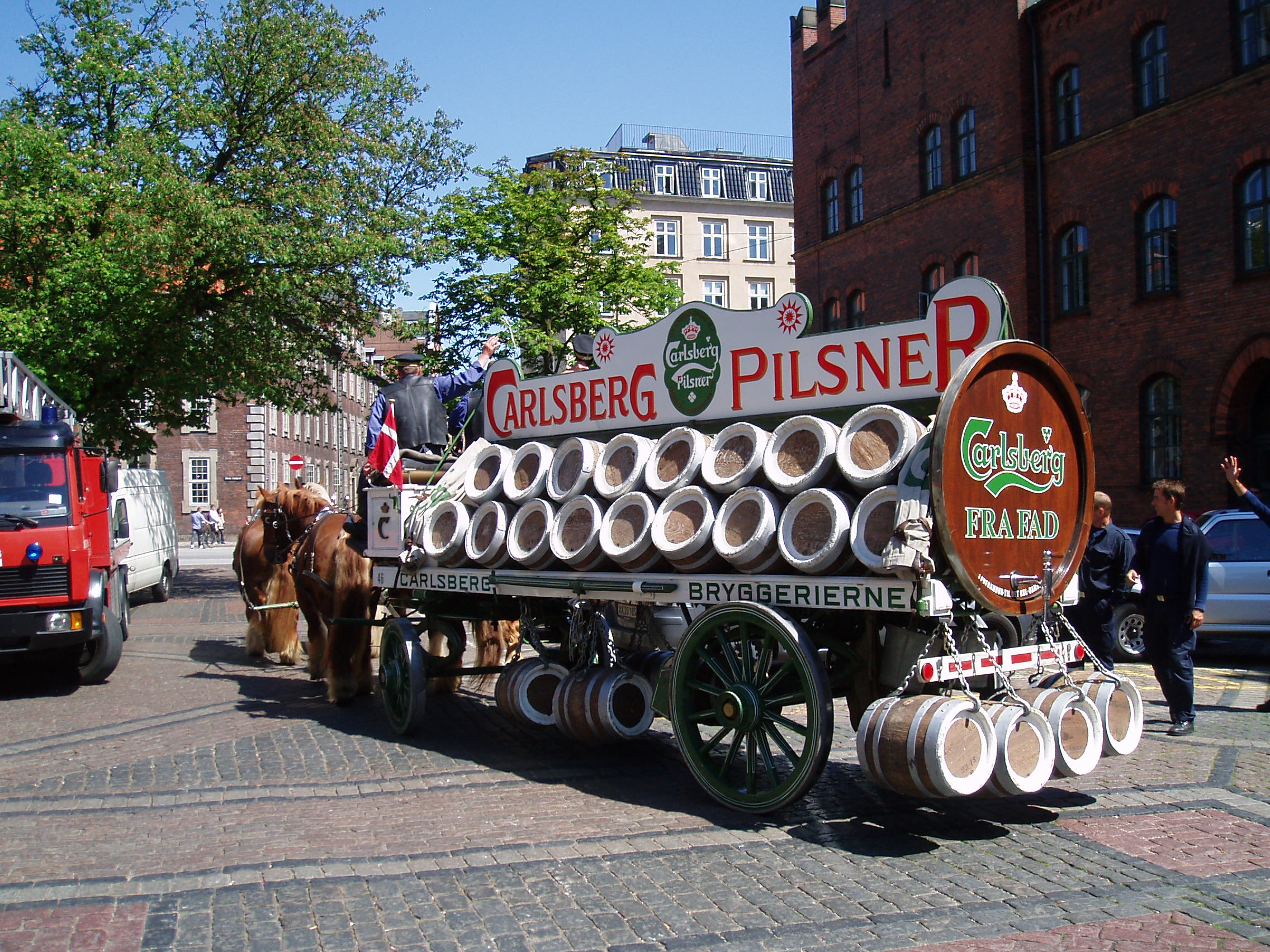
Chariot de la brasserie Carlsberg tracté par 4 chevaux de race Jutland.

Le Jutland est un cheval de traction lourde,, disposant donc d'une très grande force de traction. Historiquement utilisé en agriculture et pour le transport,,, il est dès l'origine élevé exclusivement pour les travaux de la ferme,,. Bien qu'il soit de taille plutôt réduite pour un cheval de trait, le Jutland peut développer une grande puissance au travail, historiquement mise à profit pour la traction hippomobile et le transport de personnes ou de matériaux.
En Allemagne en 1882, le Jutland est utilisé en particulier dans les régions de culture de la betterave sucrière. À Brunswick et dans le sud de Hanovre, c'est surtout le cheval jutlandais qui est privilégié, et préféré au Percheron pour ce type de travaux agricoles. En 1897, une publication du United States Bureau of Foreign Commerce (bureau du commerce étranger des États-Unis) a remarqué l'aptitude de ce cheval à la traction et signalé que « pour ce genre de travail et le trait lourd en général, il n'est sans doute pas de meilleur animal que le Jutland, une bête lourde et puissante »,.
Le Jutland est peu employé à ce type d'usages de nos jours,. Il peut toujours être vu en débardage, malgré l'absence d'une demande en chevaux de traction très puissants. Un célèbre débardeur danois au cheval nommé Jack Mérens, décédé en 2019, a ainsi vu cent personnes se déplacer pour son enterrement, après une cérémonie impliquant ses chevaux Jutland.
Le Jutland est désormais élevé pour sa viande. Ainsi, une dégustation de viande de cheval a été organisée pendant la sélection nationale d'étalons de 2014 à Randers. Il se retrouve aussi dans des spectacles de présentation et du travail en zone urbaine.

### Brasserie Carlsberg

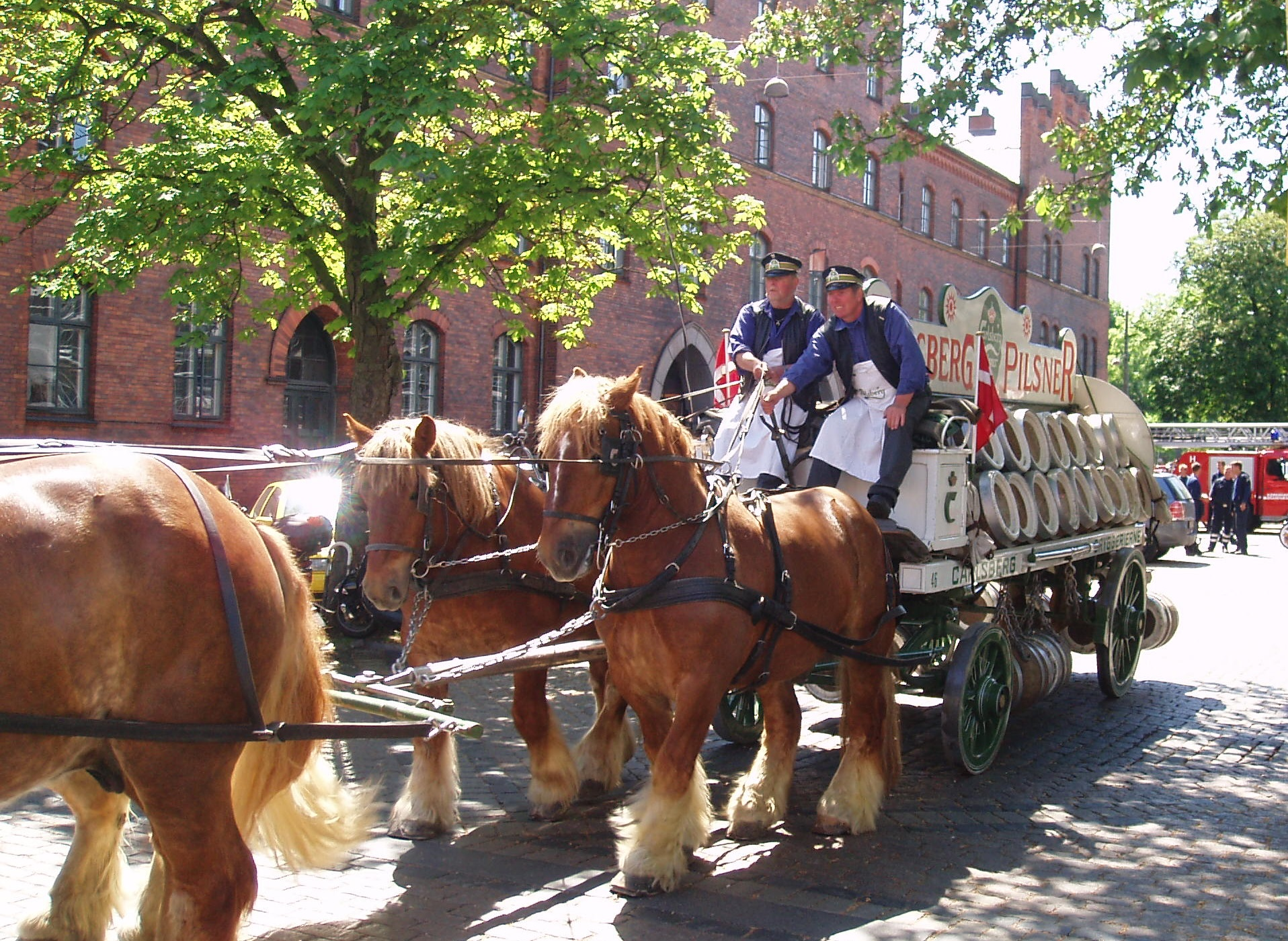
L'attelage de la brasserie Carlsberg à Copenhague.

L'un des plus célèbres ambassadeurs de la race est la brasserie Carlsberg, qui emploie des Jutland pour tracter des chariots de bière depuis sa création en 1847,, et donne sa préférence à la race Jutland depuis 1928,,. La brasserie a possédé à elle seule jusqu'à 210, ou 300 chevaux (cependant pas tous des Jutland), et en emploie toujours une vingtaine pour transporter la bière dans les rues de Copenhague au début du XXIe siècle, (dont au moins 7 de race Jutland). Les chevaux de Carlsberg se retrouvent en compétition et en présentation à de nombreuses occasions, assurant la promotion de la bière et de la race Jutland,,.
En 2017, la brasserie possède 9 chevaux Jutland, après en avoir accueilli deux nouveaux. En 2020, la brasserie possède encore 4 chevaux de race Jutland hébergés à Copenhague, nommés Emil, Otto, Gustav et Ørsted. Cependant, la pérennité de l'activité d'attelage de Carlsberg n'est pas assurée.

## Diffusion de l'élevage

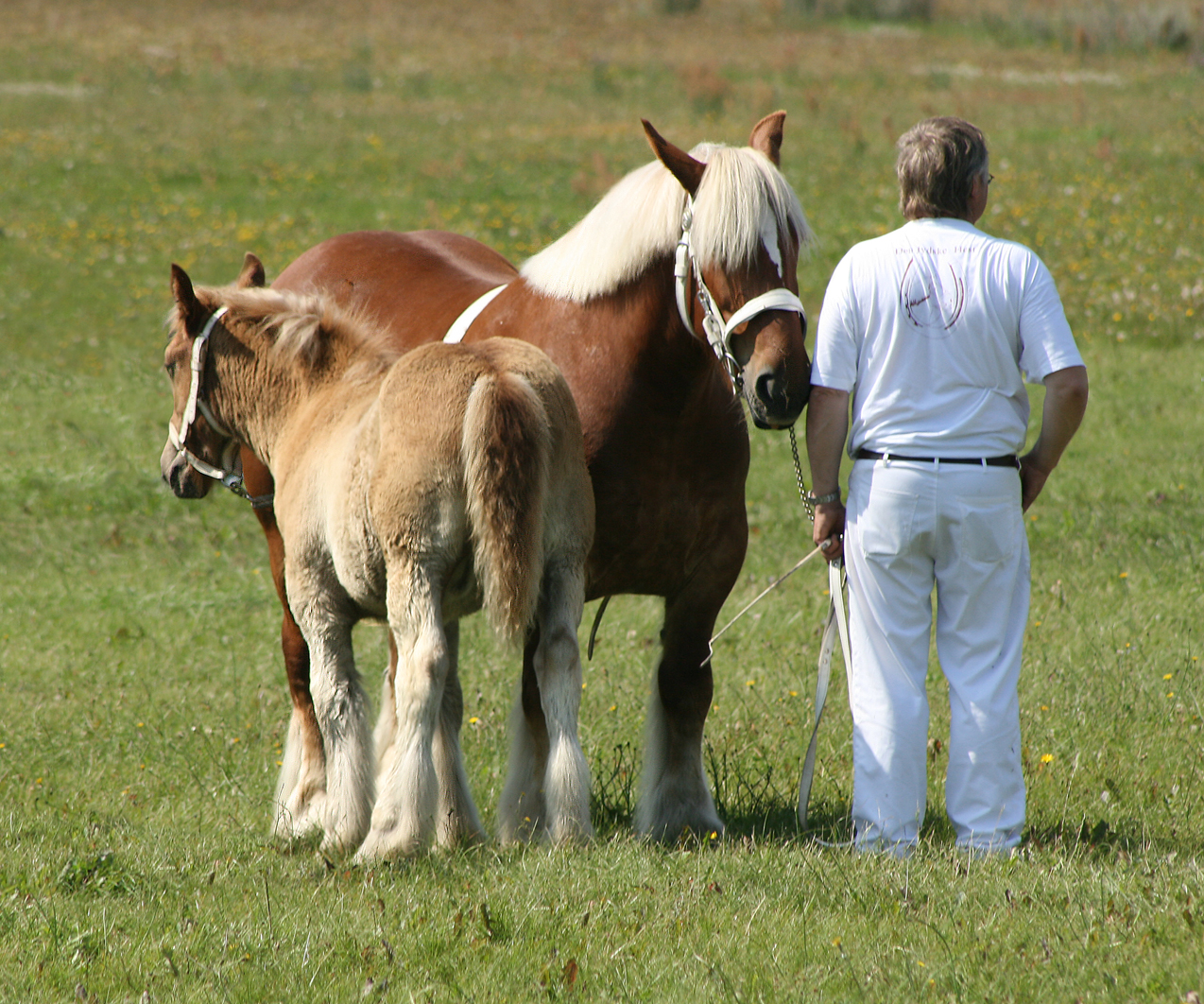
Poulinière et poulain Jutland à Djursland, pendant une foire agricole, en 2007.

Sur la base de données DAD-IS, le Jutland est classé comme une race locale et native du Danemark. Il est principalement élevé dans son berceau d'origine, la péninsule du Jutland,. Avec le Frederiksborg et le Knabstrup, le Jutland est considéré comme une race danoise historique et à ce titre, il bénéficie de mesures de conservation financées par le gouvernement danois.
Son statut de race rare est connu au moins depuis 2005, cependant l'étude de l'université d'Uppsala de 2010 le considère comme une race locale européenne qui n'est pas menacée d'extinction. En 2017, les effectifs nationaux sont de 1 859 sujets, en croissance.
L'ouvrage Equine Science (4e édition de 2012) le classe parmi les races de chevaux de trait peu connues au niveau international.

## Dans la culture

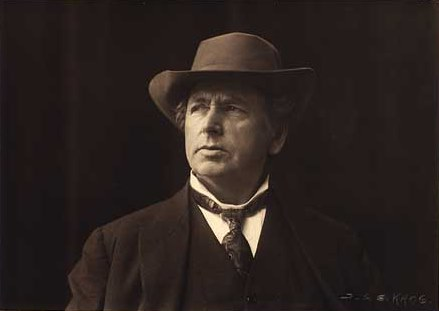
Jeppe Aakjær, l'un des écrivains danois qui décrivent l'attachement des paysans du Jutland pour leurs chevaux.

Le Jutland est considéré comme le cheval de trait danois national. Son extinction entraînerait une grande perte culturelle,.
Il apparaît dans le folklore populaire danois du Jutland, notamment dans la ballade Svend Felding's Kamp med Risen (citée entre autres par le philologue britannique Benjamin Thorpe), dans laquelle le héros mythique Svend Fælling se rend en pèlerinage à Rome et rencontre sur son chemin un géant,. D'autres chevaux se révèlent trop timides ou trop faibles pour lui permettre de faire face au géant. Svend obtient donc un cheval du Jutland d'un passant meunier, qui affirme qu'il est suffisamment solide pour supporter quinze skippunds (15 x 150 kg environ). Monté sur ce cheval du Jutland, Svend réussit à tuer le géant.
Plusieurs écrivains danois évoquent l'attachement des paysans jutlandais pour leurs chevaux. Ainsi, dans son commentaire sur La veillée des tricoteurs, Jeppe Aakjær affirme qu'« aucun animal n'est aussi cher au paysan que son cheval, le magnifique, l'intelligent cheval jutlandais qui, avec sa pondération et son calme, son ample puissance et sa traction tenace, a reçu quelques-unes des plus admirables qualités propres au paysan jutlandais ». Dans son œuvre Le Département de Viborg, Steen Steensen Blicher affirme que « le paysan jutlandais aime son cheval comme lui-même ».
Une statue représentant un sujet de la race, intitulée Den Jyske Hingst, a été érigée dans le quartier d'Østervold en 1969 par l'artiste Helen Schou en mémoire de l'importance de la région de Randers en matière d'élevage du cheval du Jutland, et de grands marchés aux chevaux.
Grâce aux chevaux de Carlsberg, une présence des chevaux Jutland en ville est assurée, mais aussi lors de nombreux évènements culturels, tels que des festivals et des films,. Cela sensibilise aussi à la conservation de la race. Les chevaux de la brasserie attelés à leur chariot à bière sont « une attraction majeure pour les touristes qui visitent Carlsberg à Valby ».